# Alf – Der Film
Alf – Der Film ist eine deutsch-US-amerikanische Fernseh-Komödie aus dem Jahr 1996, die auf der Fernsehserie Alf (1986–1990) basiert.

## Handlung
Alf befindet sich seit Jahren auf der Edmonds Air Force Base in Gefangenschaft und muss sich seltsame Tests durch das Militär gefallen lassen. Von den Tanners wurde er getrennt. Die Familie wurde von Colonel Gilbert Milfoil vor die Wahl gestellt, am Südpol (im englischen Original Island) oder in der Sahara (im englischen Original Mosambik) zu leben, und hat sich für eine Zukunft am Südpol entschieden.
Während Captain Dr. Rick Mullican und Major Dr. Melissa Hill nun die Freilassung Alfs fordern, ist Milfoil, insbesondere durch die traumatischen Erfahrungen seiner Mutter in der Kindheit, darauf bedacht, Alf auszuschalten, um ihn als mögliche Gefahrenquelle von der Menschheit fernzuhalten. Daher beauftragt er Second Lieutenant Harold Reese, Medikamente zu besorgen, um Alf zu töten.
Doch Mullican und Hill erkennen dies und entführen Alf aus der Air Force Base, um ihn so zu retten. Alf ist wenig begeistert davon, denn er hatte es sich dort gerade so schön gemütlich gemacht, weswegen ihn das billige Motelzimmer als Zufluchtsort richtig nervt. Also büxt er selbst nochmal aus und ruft Murphy in der Air Force Base an, um sich Geld schicken zu lassen, und geht anschließend in die Kitty Cat Lounge, in der Hoffnung, dort Katzen essen zu können. Doch stattdessen handelt es sich um einen Stripclub, aus dem Mullican ihn wieder herausholen muss. Weil sie nun glauben, dass Milfoil und die Polizei hinter ihnen her sind, suchen sie Dexter Moyers auf, einen ehemaligen Mitarbeiter der NASA.
Bei Moyers angekommen, ist Mullican auf diesen eifersüchtig, da Hill absolut von ihm eingenommen wird. Sie ist auch von ihm begeistert, als er seine Lösung des ganzen Problems vorschlägt: Alf muss an die Öffentlichkeit. Während Hill von ihm schwärmt, Alf die Möglichkeiten sieht, wieder Geld zu verdienen, geht Mullican dem Verdacht nach, dass dort etwas nicht stimmt. Und es stimmt auch etwas nicht, denn Moyers plant, Alf während einer Fernsehshow öffentlich zu versteigern.
Als Hill dahinterkommt, wird sie weggesperrt. Doch Mullican flieht und kommt auf die Idee, seinen Kollegen in der Air Force Base anzurufen, in der Hoffnung, dass Milfoil das Gespräch abhört. Und da er es abgehört hat, greift er Mullican auf und stürmt mit seinen Truppen Moyers’ Übertragungsraum, kurz bevor die Liveübertragung von Alfs Existenz gesendet werden kann. Nur zeigt sich, dass Milfoil entgegen seiner ursprünglichen Zusage, Alf nicht zu töten, doch darauf versessen ist, dies nun zu tun. Allerdings schafft es Mullican, Milfoil beim Geständnis seiner Tötungsabsicht zu filmen, sodass dieser später verhaftet wird, während Alf zum Botschafter seiner Spezies auf der Erde ernannt wird.

## Kritik
„Herausgelöst aus ihrem alltäglichen Zusammenhang, büßt die Titelfigur den größten Teil ihres komischen Potentials ein, so daß der Film nur in einigen witzigen Dialogpassagen annehmbar unterhält.“

„Als gagreiche Anarcho-Comedy angelegt, ist dieses unkonventionelle Alien-Abenteuer eine herrlich respektlose Satire auf die Machenschaften von Militärs und Wissenschaftlern.“

## Hintergrund
Die vierte Staffel der Serie endete mit einem Cliffhanger, der implizierte, dass ALF vom Militär gefangen genommen wurde. Es war geplant, in einer fünften Staffel der Serie die Geschichte fortzusetzen, doch nachdem die Serie aufgrund der zuletzt gesunkenen Quoten abgesetzt und keine fünfte Staffel mehr gedreht wurde, entstand stattdessen dieser Film, um die Handlung fortzuführen und zu einem Abschluss zu bringen. Da jedoch bis auf Paul Fusco (Stimme von ALF) die Schauspieler der Serie nicht mehr zur Verfügung standen und auf Neubesetzungen der Rollen verzichtet wurde, fehlen die Familie Tanner und auch sonst fast alle bekannten Figuren aus der Serie, was im Film damit erklärt wird, dass ALF von den Tanners getrennt und die Tanners vom US-Militär an den Südpol bzw. im englischen Original nach Island gebracht wurden. 
Beverly Archer ist neben Paul Fusco die einzige Person, die auch in der Serie mitgespielt hatte, spielt hier jedoch eine andere Rolle. 
Produziert wurde der Film von den US-amerikanischen Unternehmen Patchett Kaufman Entertainment in Zusammenarbeit mit Paul Fusco Productions und der deutschen UFA Babelsberg GmbH.

## Veröffentlichung
Der Film wurde am 17. Februar 1996 auf dem US-amerikanischen Fernsehsender ABC zum ersten Mal ausgestrahlt. Die Fernsehserie wurde ursprünglich auf dem Konkurrenzsender NBC ausgestrahlt. Nachdem er in Deutschland am 9. Mai 1996 in die Kinos kam, wurde er von 392.957 Kinozuschauer gesehen.
Seit dem 3. November 1999 ist der Film auf DVD erhältlich. Auch bei der deutschen Erstausstrahlung im Fernsehen, am 21. Juni 1998 auf RTL um 20:15 Uhr, lief der Film entgegen der Ausstrahlung der Fernsehserie auf ZDF auf dem Privatsender RTL. Der Film hatte eine Einschaltquote von 3,19 Millionen Zuschauer und damit einen Marktanteil von etwa zwölf Prozent.

## Neuer Kinofilm (Zweiter Film)
2012 gab Sony Pictures bekannt, die Rechte an der Filmfigur Alf erworben zu haben und eine Rückkehr der Filmfigur Alf auf die Kinoleinwand zu planen. Bislang ist dieser Film jedoch nicht produziert worden.